# Gehyra crypta
Gehyra crypta (західна прихована дтелла) — вид геконоподібних ящірок родини геконових (Gekkonidae). Ендемік Австралії. Описаний у 2018 році.

## Поширення і екологія
Західні приховані дтелли мешкають на півночі і заході регіону Пілбара у Західній Австралії, від півострова Муруджуга на південь через Національний парк Міллстрім-Чічестер до гір Хамерслі. Вони живуть в акацієвих заростях мульги.